# Volo Aeroflot 13
Il volo Aeroflot 13 (in russo Рейс 13 Аэрофлота?, Rejs 13 Aeroflota) era un volo passeggeri nazionale sovietico di linea da Baku, RSS Azera, a Fort Ševčenko, RSS Kazaka, che si schiantò il 18 agosto 1973 poco dopo il decollo, provocando la morte di 56 dei 64 a bordo. L'Antonov An-24 aveva subito un guasto al motore poco dopo il decollo e stava tentando di tornare in aeroporto quando colpì un cavo di una piattaforma petrolifera a bassa quota e precipitò. All'epoca, fu il secondo peggior disastro coinvolgente un An-24 e rimane il peggior incidente aereo nella storia dell'Azerbaigian.

## L'aereo
L'aereo coinvolto nell'incidente era un Antonov An-24B, registrato CCCP-46435 e di proprietà di Aeroflot. L'Antonov An-24 è un bimotore da trasporto passeggeri a medio raggio introdotto nel 1962. La variante "B" del modello ha aumentato la capacità dei passeggeri e ha modificato i flap per aumentare le prestazioni. CCCP-46435 entrò in servizio nel 1968 e operò sotto l'Amministrazione dell'Aviazione Civile dell'Azerbaigian. Al momento dell'incidente, l'aereo aveva accumulato 7 374 ore di volo in 5 502 cicli di pressurizzazione.

## L'incidente
Alle 18:36 MSK del 18 agosto 1973, il volo decollò dall'aeroporto internazionale di Baku-Bina per un volo di circa 480 chilometri verso la città kazaka di Fort Ševčenko. Le condizioni meteo all'epoca erano buone con dieci chilometri di visibilità e vento proveniente da nord. A bordo c'erano sessanta passeggeri, inclusi undici bambini, e quattro membri dell'equipaggio che erano al loro secondo volo della giornata. A soli 30 piedi (9,1 m) sopra la pista, l'An-24 subì un guasto non contenuto al motore sinistro. A 90 piedi (27 m) l'equipaggio ritirò i flap e iniziò a virare a sinistra a un'altitudine di 120 piedi (37 m). Mentre virava, l'estremità sinistra dell'ala colpì il cavo di una piattaforma petrolifera nel Mar Caspio, che la tagliò via. L'aereo scese e colpì un gasdotto, prima di schiantarsi vicino a un'autostrada alle 18:51 MSK. 54 persone a bordo morirono e altre otto rimasero gravemente ferite, tra cui il comandante e l'ingegnere di volo.

## Le indagini
Un'indagine sull'incidente attribuì il guasto al degrado delle pale della turbina nel motore a causa del continuo surriscaldamento. Questo surriscaldamento poteva derivare da diverse cause, tra cui il mancato rispetto delle corrette procedure di avvio, difetti di progettazione e l'incapacità di rilevare il surriscaldamento mediante mezzi visivi o indicazioni strumentali. L'aereo era stato anche sovraccaricato oltre la sua capacità di 193 chilogrammi.